# Zschopau
Zschopau [ˈtʃoːpau] (in sorabo Sapawa) è una città di 8 996 abitanti della Sassonia, in Germania.

Appartiene al circondario dei Monti Metalliferi ed è capoluogo dell'omonima comunità amministrativa.
Zschopau possiede lo status di "Grande città circondariale" (Große Kreisstadt).

## Storia
Il 1º gennaio 1999 alla città di Zschopau venne aggregato il comune di Krumhermersdorf.

## Geografia antropica
Alla città di Zschopau appartiene la frazione di Krumhermersdorf.

## Amministrazione

### Gemellaggi
Zschopau è gemellata con:
- Louny, dal 1972
- Neckarsulm, dal 1990
- Veneux-Les Sablons, dal 2010